# Denis Charles Neville
Denis Charles Neville (Northampton, 6 maggio 1915 – Rotterdam, 11 gennaio 1995) è stato un allenatore di calcio e calciatore inglese, di ruolo difensore.

## Carriera

### Giocatore
Dal 1932 al 1946 ha giocato nella seconda divisione inglese con il Fulham.

### Allenatore
Allenatore inglese affermatosi nel campionato danese con l'Odense, arriva in Italia grazie all'Atalanta, che lo ingaggia nella stagione 1950-1951 in sostituzione a Giovanni Varglien. Riesce nell'impresa di salvare i bergamaschi dalla retrocessione, meritandosi la conferma per l'anno successivo.
Introduce metodi di allenamento per quei tempi molto innovativi, adottando il "Sistema" come modulo di gioco.
Nella stagione successiva la squadra non ingrana, tanto da sollevarlo dall'incarico di allenatore dopo solo sei giornate.
Nel seguito della carriera allena nei campionati belga ed olandese, dove arriverà a guidare anche la nazionale maggiore per due anni, dal 1964 al 1966.